# Hunter Reese
Hunter Reese (ur. 11 stycznia 1993 w Kennesaw) – amerykański tenisista.

## Kariera tenisowa
W 2014 roku zadebiutował w imprezie wielkoszlemowej podczas turnieju US Open w grze podwójnej. Startując w parze z Peterem Kobeltem odpadł w pierwszej rundzie.
W grze podwójnej osiągnął jeden finał turnieju rangi ATP Tour. Ponadto wygrał siedem deblowych turniejów cyklu ATP Challenger Tour.
W rankingu gry pojedynczej najwyżej był na 954. miejscu (24 października 2016), a w klasyfikacji gry podwójnej na 73. pozycji (27 czerwca 2022).

### Finały w turniejach ATP Tour
| Legenda                                      |
| -------------------------------------------- |
| Wielki Szlem                                 |
| Igrzyska olimpijskie                         |
| Tennis Masters Cup / ATP Finals              |
| ATP Masters Series / ATP Tour Masters 1000   |
| ATP International Series Gold / ATP Tour 500 |
| ATP International Series / ATP Tour 250      |

#### Gra podwójna (0–1)
| Końcowy wynik | Nr | Data          | Turniej   | Nawierzchnia | Partner     | Przeciwnicy                  | Wynik finału   |
| ------------- | -- | ------------- | --------- | ------------ | ----------- | ---------------------------- | -------------- |
| Finalista     | 1. | 24 lipca 2021 | Los Cabos | Twarda       | Sem Verbeek | Hans Hach Verdugo John Isner | 7:5, 2:6, 4–10 |

### Zwycięstwa w turniejach ATP Challenger Tour

#### Gra podwójna
| Końcowy wynik | Nr | Data             | Turniej   | Nawierzchnia  | Partner          | Przeciwnicy                           | Wynik finału   |
| ------------- | -- | ---------------- | --------- | ------------- | ---------------- | ------------------------------------- | -------------- |
| Zwycięzca     | 1. | 9 listopada 2014 | Knoxville | Twarda (hala) | Miķelis Lībietis | Gastão Elias Sean Thornley            | 6:3, 6:4       |
| Zwycięzca     | 2. | 22 kwietnia 2018 | Sarasota  | Ceglana       | Evan King        | Christian Harrison Peter Polansky     | 6:1, 6:2       |
| Zwycięzca     | 3. | 16 września 2018 | Cary      | Twarda        | Evan King        | Fabrice Martin Hugo Nys               | 6:4, 7:6(6)    |
| Zwycięzca     | 4. | 23 czerwca 2019  | Fergana   | Twarda        | Evan King        | Nikola Ćaćić Yang Tsung-hua           | 6:3, 5:7, 10–4 |
| Zwycięzca     | 5. | 27 września 2020 | Sybin     | Ceglana       | Jan Zieliński    | Hans Hach Verdugo Robert Galloway     | 6:4, 6:2       |
| Zwycięzca     | 6. | 16 maja 2021     | Zagrzeb   | Ceglana       | Evan King        | Andriej Gołubiew Ołeksandr Nedowiesow | 6:2, 7:6(4)    |
| Zwycięzca     | 7. | 23 maja 2021     | Oeiras    | Ceglana       | Sem Verbeek      | Sadio Doumbia Fabien Reboul           | 4:6, 6:4, 10–7 |